# Durban
Durban er en storby og havneby i det østlige Sydafrika. Med sine 3,5 millioner indbyggere er det landets tredjestørste by, kun overgået af Johannesburg og Kapstaden. Byen ligger ved det Indiske Ocean og tiltrækker mange turister til sine hvide strande, hvor der bades og surfes.